# 西蒙·P·W·梅
西蒙·P·W·梅是一位英国哲学家，伦敦大学伯贝克学院和伦敦国王学院教授，主要作品有《爱的历史》（Love: A History）等。